# Бей хамам
Бей хамам (на гръцки: Μπέη Χαμάμ; на турски: Bey Hamam) е стара турска баня в град Солун, Гърция. Намира се на улица „Егнатия“, до кръстовището с улица „Аристотелис“.
Завършена е през есента 1444 година по поръчка на султан Мурад II и е първата сграда, построена от османците в града, като за това са разрушени седем църкви в района. Разположена е до средновековния пазар Мелалофорос на главната улица. Функционира като баня до 1968 година. От 1972 година е под контрола на Археологическата служба. Днес е място за културни събития.
От банята са запазени всички помещения. Функционирала е и като двойна баня (чифте хамам) - и мъжка и женска. Мъжката баня е по-голяма и по-луксозна от женската. Входът за жени е от север и за мъжете от южната страна. Вътре в сградата има и по-малко правоъгълно пространство със специална украса, предназначено за лична баня на султана. Всички стаи в хамама са осветени с естествена светлина през отвори на покрива. Хамамът е изписан и има мозайки.